# 2020년 하계 올림픽 육상 여자 100m
2020년 하계 올림픽의 육상 여자 100m 종목은 7월 30일부터 7월 31일까지 일본 도쿄도 도쿄 국립경기장에서 열렸다. 예선통과자와 초청 선수를 모두 포함해서 71명의 선수가 대회에 출전하였다. 직전 대회인 2016년 우승자 일레인 톰프슨헤라가 올림픽 신기록을 달성하며 우승했다. 은메달은 셸리앤 프레이저프라이스가 동에달은 셰리카 젝슨 이 획득하며 자메이카 대표팀은 3개 메달은 한 국가에서만 나오는 포디엄 스윕을 달성했다.

## 경기 내용
예선전에서 마리조제 타 로우가 아프리카 신기록인 10.73을 기록하며 가볍게 준결승에 진출했다. 프레이저프라이스는 준결승에서 10.73을 기록하며 경쟁상대인 일레인 톰프슨헤라보다 좋은 기록으로 결승에 진출했다. 타 로우와 자메이카 선발전 2위였던 셰리카 잭슨역시 결승전에 진출했는데 두 선수 모두 10.80보다 빨랐다. 대릴 네이타까지 결승전에 진출했고 미셸리 아혜는 본인 시즌 최고 기록을 달성했지만 네이타와 0.001초 차이로 탈락했다.
프레이저프라이스는 가장 스타트가 좋은 선수중 한명이다. 결승전에서 프레이저프라이스가 앞서갔지만 톰프슨헤라가 30m 지점에서 역전했고 뒤이여 잭슨과 타 로우가 동메달을 노렸다. 97m 지점에서 톰프슨헤라는 승리를 확신하고 손을 들어 승리를 자축했다. 프레이저프라이스는 프레이저프라이스는 잭슨과 큰 격차로 2위로 들어왔고 잭슨은 타 로우보다 0.15초 먼저 들어오며 자메이카는 포디엄 스윕을 달성했다. 톰프슨헤라는 1위로 들어왔을뿐만 아니라 개인기록도 0.09초 단축했으며 플로렌스 그리피스조이너의 올림픽 기록을 넘어서면 올림픽 신기록을 달성했다.
톰프슨 헤라는 와이오미아 타이어스, 게일 디버스, 프레이저프라이스에 이어서 올림픽 육상 여자 100m 2연패를 달성한 선수가 되었다. 프레이저프라이스의 경우 은메달을 획득하며 남녀 육상 100m 종목에서 처음으로 4개의 메달을 획득한 선수가 되었다.

## 예선
여자 100m 종목에는 한 국가 (NOC)당 최대 3명까지 출전시킬 수 있으며, 올림픽 예선기간의 세계 랭킹을 통해 선발되거나 표준기록을 만족해야 한다. 이 국가당 3명 출전 제한규정은 1930년 올림픽 총회부터 도입된 것이다. 여자 100m 표준기록은 11.15초로, "IAAF 세계 랭킹 절차를 통해 출전자격을 부여받을 수 없는 예외적인 상황에 놓인 선수들을 선발하려는 것이 유일한 목적"이라고 규정되어 있다. 세계랭킹 선발의 경우, 예선 기간 동안 한 선수가 기록한 최고성적 5개의 평균치를 기준으로 하고, 경기의 중요도에 따라 가중치를 부여한다. 이 세계랭킹은 56명의 올림픽 본선 진출자가 모두 결정될 때까지 계속해서 적용된다.
예선기간은 2019년 5월 1일부터 2020년 6월 29일까지였다. 하지만 코로나19 범유행으로 인해 2020년 4월 6일부터 11월 30일까지로 연기되었고, 이후 마감기한을 2021년 6월 29일로 재차 연장했다. 세계랭킹 집계 시작일도 2019년 5월 1일에서 2020년 6월 30일로 연기되었다. 이때 표준기록을 만족했을 경우 출전자격이 부여되는 것은 마찬가지지만, 그 사이의 기록을 세계랭킹 집계에 반영하지는 않기로 결정되었다.
예선 표준기록은 예선기간 동안 IAAF의 승인을 받은 경기라면 출전하여 달성할 수 있다. 기록달성 장소는 오직 실외만 가능하다. 또 예선 기간에 열리지 않았더라도 가장 최근의 대륙별 대회를 세계랭킹에 반영할 수 있도록 하였다. 이밖에 한 국가가 육상 종목의 표준기록에 부합하는 선수가 없을 경우 자리에 상관없이 여자 선수 1명씩 등록할 수 있도록 하는 추천 선수 제도도 있다.

## 기록
이번 대회 이전의 세계기록, 올림픽기록, 지역별 기록은 다음과 같다.
| 유형 | 선수                          | 기록  | 장소                | 날짜            |
| ---- | ----------------------------- | ----- | ------------------- | --------------- |
|      | 플로렌스 그리피스조이너 (USA) | 10.49 | 미국 인디애나폴리스 | 1988년 7월 16일 |
|      | 플로렌스 그리피스조이너 (USA) | 10.62 | 대한민국 서울특별시 | 1988년 9월 24일 |

| 지역              | 시간 (s) | 선수                    | 국가           |
| ----------------- | -------- | ----------------------- | -------------- |
| 아프리카 (기록)   | 10.78    | 뮤리엘 아후레           | 코트디부아르   |
| 아시아 (기록)     | 10.79    | 리쉐메이                | 중화인민공화국 |
| 유럽 (기록)       | 10.73    | 크리스틴 아론           | 프랑스         |
| 북중미 (기록)     | 10.49    | 플로렌스 그리피스조이너 | 미국           |
| 오세아니아 (기록) | 11.11    | 멜리사 브린             | 오스트레일리아 |
| 오세아니아 (기록) | 11.11    | 데니스 보이드           | 오스트레일리아 |
| 남아메리카 (기록) | 10.91    | 로산겔라 산토스         | 브라질         |

이번 대회에 달성한 기록은 다음과 같다.
| 날짜     | 대회 | 선수              | 국가     | 시간  | 기록 |
| -------- | ---- | ----------------- | -------- | ----- | ---- |
| 7월 31일 | 결승 | 일레인 톰프슨헤라 | 자메이카 | 10.61 |      |

결승전에서 일레인 톰프슨헤라가 10.61초에 들어오며 플로렌스 그리피스조아너가 달성한 10.62초보다 0.01초 앞서며 올림픽 신기록을 달성했다. 이번 올림픽 신기록은 4번째로 가장 오랜기간동안 지속된 신기록이였다.
다음은 이번 대회에서 달성한 각 국가별 신기록이다.
| 국가         | 선수                    | 대회    | 시간  | 참고 |
| ------------ | ----------------------- | ------- | ----- | ---- |
| 아프가니스탄 | 키미야 유소피 (AFG)     | 예선    | 13.29 |      |
| 말라위       | 아시메니에 심와카 (MAW) | 예선    | 11.76 |      |
| 말라위       | 아시메니에 심와카 (MAW) | 1라운드 | 11.68 |      |
| 팔레스타인   | 한나 바라카트 (PLE)     | 예선    | 12.16 |      |
| 스위스       | 무잉가 캄분지 (SUI)     | 1라운드 | 10.95 |      |
| 스위스       | 아즐라 델 폰테 (SUI)    | 1라운드 | 10.91 |      |
| 코트디부아르 | 마리조제 타 로우 (CIV)  | 1라운드 | 10.78 |      |
| 감비아       | 지나 바스 (GAM)         | 1라운드 | 11.12 |      |
| 자메이카     | 일레인 톰프슨헤라 (JAM) | 결승    | 10.61 |      |

## 경기일정
경기 시간은 일본 표준시 (UTC+9) 기준이다.
| 날짜                   | 시간  | 종목              |
| ---------------------- | ----- | ----------------- |
| 2021년 7월 30일 금요일 | 09:00 | 여자 100m 예선    |
| 2021년 7월 30일 금요일 | 19:00 | 여자 100m 1라운드 |
| 2021년 7월 31일 토요일 | 19:00 | 여자 100m 준결승  |
| 2021년 7월 31일 토요일 | 21:50 | 여자 100m 결승    |

## 결과

### 예선
예선 경기의 경우 기준 기록을 달성하지 못한 선수들이 다음 라운드에 진출하기 위해 경기를 진행한다. 기록을 달성한 선수들은 예선을 하지 않고 바로 1라운드로 진출한다.
예선 통과 조건: 조별 3등(Q)과 나머지 선수들중 가장 빠른 선수(q)가 통과한다.

#### 1조
| Rank | Lane | Athlete                | Nation            | Reaction       | Time  | Notes |
| ---- | ---- | ---------------------- | ----------------- | -------------- | ----- | ----- |
| 1    | 6    | 나타샤 은고이 아카마비 | 콩고 공화국       | 0.124          | 11.47 | Q,    |
| 2    | 8    | 마가레트 바네사 배리   | 시에라리온        | 0.142          | 11.53 | Q,    |
| 3    | 5    | 아미아 클라크          | 세인트키츠 네비스 | 0.155          | 11.67 | Q     |
| 4    | 9    | 제네부 단테            | 말리              | 0.169          | 12.12 |       |
| 5    | 1    | 하델 아부드            | 리비아            | 0.126          | 12.70 |       |
| 6    | 2    | 바샤아르 알 만와리     | 카타르            | 0.142          | 13.12 |       |
| 7    | 7    | 키미야 유소피          | 아프가니스탄      | 0.157          | 13.29 |       |
| 8    | 3    | 알바 음보 느차마       | 적도 기니         | 0.148          | 13.36 |       |
| 9    | 4    | 아마드 엘나            | 코모로            | 0.161          | 14.30 |       |
|      |      |                        |                   | 바람: +0.3 m/s |       |       |

#### 2조

2조 경기 중

2조 경기를 1위로 마친 후 파시히 파르자네

| Rank | Lane | Athlete                | Nation         | Reaction       | Time  | Notes |
| ---- | ---- | ---------------------- | -------------- | -------------- | ----- | ----- |
| 1    | 3    | 파시히 파르자네        | 이란           | 0.142          | 11.76 | Q     |
| 2    | 8    | 아즈린 나빌라 알리아스 | 말레이시아     | 0.168          | 11.77 | Q,    |
| 3    | 4    | 무드하위 알샤마리      | 쿠웨이트       | 0.167          | 11.82 | Q     |
| 4    | 5    | 레기네 투가데왓슨      | 괌             | 0.135          | 12.17 |       |
| 5    | 7    | 샤를로트 아프리아      | 모나코         | 0.131          | 12.35 |       |
| 6    | 9    | 실리나 파 아페이       | 라오스         | 0.170          | 12.41 |       |
| 7    | 6    | 셰이시언               | 중화 타이베이  | 0.171          | 12.49 |       |
| 8    | 2    | 사스와티 초드하리      | 네팔           | 0.158          | 12.91 |       |
| 9    | 1    | 야스민 알다바그        | 사우디아라비아 | 0.153          | 13.34 |       |
|      |      |                        |                | 바람: +0.5 m/s |       |       |

#### 3조
| Rank | Lane | Athlete           | Nation        | Reaction       | Time  | Notes |
| ---- | ---- | ----------------- | ------------- | -------------- | ----- | ----- |
| 1    | 9    | 졸라 로이드       | 앤티가 바부다 | 0.179          | 11.55 | Q     |
| 2    | 5    | 아시메니에 심와카 | 말라위        | 0.164          | 11.76 | Q,    |
| 3    | 7    | 알빈 테후페이오리 | 인도네시아    | 0.194          | 11.89 | Q,    |
| 4    | 1    | 칼라 시클루나     | 몰타          | 0.152          | 12.11 | q     |
| 5    | 4    | 한나 바라카트     | 팔레스타인    | 0.164          | 12.16 |       |
| 6    | 8    | 마준 알 알라위    | 오만          | 0.191          | 12.35 |       |
| 7    | 3    | 아이사타 딘 콘테  | 기니          | 0.157          | 12.43 |       |
| 8    | 6    | 마티에 스탠리     | 투발루        | 0.159          | 14.52 |       |
| 9    | 2    | 홀레예 바         | 모리타니      | 0.147          | 15.26 |       |
|      |      |                   |               | 바람: +0.8 m/s |       |       |

### 1라운드
1라운드 통과 조건: 예선 통과 조건: 조별 3등(Q)과 나머지 선수들중 가장 빠른 선수 3명(q)이 준결승에 진출한다.
바람 - 1조: -0.1 m/s; 2조: +0.1 m/s; 3조: -0.4 m/s; 4조: -0.3 m/s; 5조: +1.3 m/s; 6조: -0.1 m/s; 7조: -0.2 m/s

#### 1조
| Rank | Lane | Athlete             | Nation         | Reaction | Time  | Notes |
| ---- | ---- | ------------------- | -------------- | -------- | ----- | ----- |
| 1    | 5    | 티나 대니얼스       | 미국           | 0.136    | 11.04 | Q     |
| 2    | 4    | 디나 애셔스미스     | 영국           | 0.103    | 11.07 | Q     |
| 3    | 8    | 뮤리엘 아후레       | 코트디부아르   | 0.132    | 11.16 | Q,    |
| 4    | 7    | 거망징              | 중화인민공화국 | 0.149    | 11.20 | q     |
| 5    | 6    | 살롬 코라           | 스위스         | 0.146    | 11.25 |       |
| 6    | 9    | 마리옌 판후넨스테인 | 네덜란드       | 0.158    | 11.27 |       |
| 7    | 2    | 졸라로이드          | 앤티가 바부다  | 0.173    | 11.54 |       |
| 8    | 3    | 아시메니에 심와카   | 말라위         | 0.161    | 11.68 |       |

#### 2조
| Rank | Lane | Athlete           | Nation            | Reaction | Time  | Notes |
| ---- | ---- | ----------------- | ----------------- | -------- | ----- | ----- |
| 1    | 7    | 일레인 톰프슨헤라 | 자메이카          | 0.158    | 10.82 | Q     |
| 2    | 5    | 무잉가 캄분지     | 스위스            | 0.111    | 10.95 | Q,    |
| 3    | 6    | 타티아나 빈토     | 독일              | 0.164    | 11.16 | Q     |
| 4    | 4    | 카미카 빙햄       | 캐나다            | 0.156    | 11.21 | q     |
| 5    | 3    | 로산겔라 산토스   | 브라질            | 0.180    | 11.33 |       |
| 6    | 9    | 켈리 안 밥티스트  | 트리니다드 토바고 | 0.150    | 11.48 |       |
| 7    | 8    | 비토리아 폰타나   | 이탈리아          | 0.149    | 11.53 |       |
| 8    | 2    | 알빈 테호페이오리 | 인도네시아        | 0.189    | 11.92 |       |

#### 3조
| Rank | Lane | Athlete           | Nation         | Reaction | Time  | Notes  |
| ---- | ---- | ----------------- | -------------- | -------- | ----- | ------ |
| 1    | 4    | 알렉산드라 버가트 | 독일           | 0.133    | 11.08 | Q      |
| 2    | 6    | 자비엔느 올리버   | 미국           | 0.150    | 11.15 | Q      |
| 3    | 9    | 안나 본지오르니   | 이탈리아       | 0.147    | 11.35 | {Q     |
| 4    | 7    | 로다 은조부       | 잠비아         | 0.130    | 11.40 | (.394) |
| 5    | 8    | 링샤오징          | 중화인민공화국 | 0.159    | 11.40 | (.396) |
| 6    | 5    | 트리스탄 에블린   | 바베이도스     | 0.125    | 11.42 |        |
| 7    | 3    | 마카레트 배리     | 시에라리온     | 0.148    | 11.45 |        |
| 8    | 2    | 파시히 파르자네   | 이란           | 0.143    | 11.79 |        |

#### 4조
| Rank | Lane | Athlete                  | Nation            | Reaction | Time  | Notes |
| ---- | ---- | ------------------------ | ----------------- | -------- | ----- | ----- |
| 1    | 4    | 마리조제 타 로우         | 코트디부아르      | 0.161    | 10.78 | Q,    |
| 2    | 7    | 대릴 네이타              | 영국              | 0.107    | 10.96 | Q ,   |
| 3    | 5    | 크리스탈 엠마누엘        | 캐나다            | 0.148    | 11.18 | Q     |
| 4    | 6    | 로렌 도카스 바졸루       | 포르투갈          | 0.134    | 11.31 |       |
| 5    | 3    | 마야 미할리네츠 지다르   | 슬로베니아        | 0.130    | 11.54 |       |
| 6    | 9    | 안겔라 테노리오          | 에콰도르          | 0.137    | 11.59 |       |
| 7    | 2    | 아미야 클라크            | 세인트키츠 네비스 | 0.153    | 11.71 |       |
| -    | 8    | 비토리아 크리스티나 로사 | 브라질            | -        | DNS   | -     |

#### 5조
| Rank | Lane | Athlete                    | Nation     | Reaction | Time  | Notes |
| ---- | ---- | -------------------------- | ---------- | -------- | ----- | ----- |
| 1    | 4    | 셸리앤 프레이저프라이스    | 자메이카   | 0.128    | 10.84 | Q     |
| 2    | 5    | 아즐라 델 폰테             | 스위스     | 0.131    | 10.91 | Q,    |
| 3    | 6    | 은주베치 그레이스 은오코차 | 나이지리아 | 0.161    | 11.00 | Q,    |
| 4    | 7    | 지나 바스                  | 감비아     | 0.134    | 11.12 | q,    |
| 5    | 2    | 라팔리아 스파누다키        | 그리스     | 0.133    | 11.45 |       |
| 6    | 8    | 이나 에프티노바            | 불가리아   | 0.145    | 11.46 |       |
| 7    | 9    | 두티 찬드                  | 인도       | 0.148    | 11.54 |       |
| 8    | 3    | 칼라 시클루나              | 몰타       | 0.178    | 12.16 |       |

#### 6조
| Rank | Lane | Athlete                   | Nation      | Reaction | Time  | Notes |
| ---- | ---- | ------------------------- | ----------- | -------- | ----- | ----- |
| 1    | 7    | 블레싱 오카그바레         | 나이지리아  | 0.147    | 11.05 | Q     |
| 2    | 5    | 아샤 필립                 | 영국        | 0.110    | 11.31 | Q     |
| 3    | 6    | 티니야 게이서             | 바하마      | 0.141    | 11.34 | Q     |
| 4    | 9    | 크리스치나 치마노우스카야 | 벨라루스    | 0.149    | 11.47 |       |
| 5    | 8    | 마리아 이사벨 페레스      | 스페인      | 0.151    | 11.51 |       |
| 6    | 3    | 나타샤 은고이 아카마비    | 콩고 공화국 | 0.137    | 11.52 |       |
| 7    | 2    | 아즈린 나빌라 알리아스    | 말레이시아  | 0.173    | 11.91 |       |

#### 7조
| Rank | Lane | Athlete           | Nation            | Reaction | Time  | Notes |
| ---- | ---- | ----------------- | ----------------- | -------- | ----- | ----- |
| 1    | 6    | 미셸리 아혜       | 트리니다드 토바고 | 0.123    | 11.06 | Q     |
| 2    | 5    | 셰리카 잭슨       | 자메이카          | 0.170    | 11.07 | Q     |
| 3    | 7    | 제나 프란디니     | 미국              | 0.148    | 11.11 | Q,    |
| 4    | 8    | 다이아나 베이스먼 | 이스라엘          | 0.132    | 11.27 |       |
| 5    | 4    | 하나 베이직       | 오스트레일리아    | 0.147    | 11.32 |       |
| 6    | 2    | 웨이융리          | 중화인민공화국    | 0.174    | 11.48 |       |
| 7    | 9    | 자스민 아브람스   | 가이아나          | 0.148    | 11.49 |       |
| 8    | 3    | 무드하위 알샤마리 | 쿠웨이트          | 0.167    | 11.81 |       |

### 준결승
결승 진출 조건: 예선 통과 조건: 조별 2등(Q)과 나머지 선수들중 가장 빠른 선수 2명(q)이 준결승에 진출한다.
바람 - 1조: +0.0 m/s; 2조: -0.2 m/s; 3조: +0.3 m/s

#### 1조
| Rank | Lane | Athlete           | Nation     | Reaction | Time  | Notes |
| ---- | ---- | ----------------- | ---------- | -------- | ----- | ----- |
| 1    | 4    | 일레인 톰프슨헤라 | 자메이카   | 0.157    | 10.76 | Q     |
| 2    | 6    | 아즐라 델 폰테    | 스위스     | 0.109    | 11.01 | Q     |
| 3    | 7    | 디나 애셔스미스   | 영국       | 0.148    | 11.05 |       |
| 4    | 8    | 제나 프란디니     | 미국       | 0.149    | 11.11 |       |
| 5    | 2    | 카미카 빙햄       | 캐나다     | 0.150    | 11.22 |       |
| 6    | 3    | 티니야 게이서     | 바하마     | 0.130    | 11.31 |       |
| 7    | 9    | 타티아나 빈토     | 독일       | 0.163    | 11.35 |       |
| —    | 5    | 블레싱 오카그바레 | 나이지리아 | —        | —     | DNS   |

#### 2조
| Rank | Lane | Athlete           | Nation            | Reaction | Time  | Notes |
| ---- | ---- | ----------------- | ----------------- | -------- | ----- | ----- |
| 1    | 5    | 마리조제 타 로우  | 코트디부아르      | 0.147    | 10.79 | Q     |
| 2    | 6    | 셰리카 잭슨       | 자메이카          | 0.147    | 10.79 | Q     |
| 3    | 4    | 미셸리 아혜       | 트리니다드 토바고 | 0.132    | 11.00 |       |
| 4    | 7    | 알렉산드라 버가트 | 독일              | 0.151    | 11.07 |       |
| 5    | 9    | 자비엔느 올리버   | 미국              | 0.166    | 11.08 |       |
| 6    | 2    | 크리스탈 엠마누엘 | 캐나다            | 0.149    | 11.21 |       |
| 7    | 3    | 거망징            | 중화인민공화국    | 0.145    | 11.22 |       |
| 8    | 8    | 아샤 필립         | 영국              | 0.134    | 11.30 |       |

#### 3조
| Rank | Lane | Athlete                    | Nation       | Reaction | Time  | Notes |
| ---- | ---- | -------------------------- | ------------ | -------- | ----- | ----- |
| 1    | 5    | 셸리앤 프레이저프라이스    | 자메이카     | 0.136    | 10.73 | Q     |
| 2    | 7    | 무잉가 캄분지              | 스위스       | 0.128    | 10.96 | Q     |
| 3    | 6    | 티나 대니얼스              | 미국         | 0.144    | 10.98 | q,    |
| 4    | 4    | 대릴 네이타                | 영국         | 0.135    | 11.00 | q     |
| 5    | 9    | 은주베치 그레이스 은오코차 | 나이지리아   | 0.142    | 11.07 |       |
| 6    | 2    | 지나 바스                  | 감비아       | 0.140    | 11.16 |       |
| 7    | 8    | 뮤리엘 아후레              | 코트디부아르 | 0.124    | 11.28 |       |
| 8    | 3    | 안나 본지오르니            | 이탈리아     | 0.159    | 11.38 |       |

### 결승
바람: -0.6 m/s
| Rank | Lane | Athlete                 | Nation       | Reaction | Time  | Notes |
| ---- | ---- | ----------------------- | ------------ | -------- | ----- | ----- |
| 1    | 4    | 일레인 톰프슨헤라       | 자메이카     | 0.150    | 10.61 | ,     |
| 2    | 5    | 셸리앤 프레이저프라이스 | 자메이카     | 0.139    | 10.74 |       |
| 3    | 7    | 셰리카 잭슨             | 자메이카     | 0.152    | 10.76 |       |
| 4    | 6    | 마리조제 타 로우        | 코트디부아르 | 0.158    | 10.91 |       |
| 5    | 8    | 아즐라 델 폰테          | 스위스       | 0.129    | 10.97 |       |
| 6    | 9    | 무잉가 캄분지           | 스위스       | 0.138    | 10.99 |       |
| 7    | 3    | 티나 대니얼스           | 미국         | 0.144    | 11.02 |       |
| 8    | 2    | 대릴 네이타             | 영국         | 0.108    | 11.12 |       |

## 메달리스트
| 종목      | 금                           | 은                                 | 동                     |
| --------- | ---------------------------- | ---------------------------------- | ---------------------- |
| 여자 100m | 일레인 톰프슨헤라 · 자메이카 | 셸리앤 프레이저프라이스 · 자메이카 | 셰리카 잭슨 · 자메이카 |

## 범례
|  | 세계 신기록                  |  |                   | 아프리카 신기록 |                      | Q | 예선 통과 |
|  | 올림픽 신기록                |  | 북아메리카 신기록 | DNS             | 경기를 시작하지 않음 |   |           |
|  |                              |  | 아시아 신기록     | DNF             | 경기를 마치지 않음   |   |           |
|  | 국가 신기록                  |  | 유럽 신기록       | DSQ             | 실격                 |   |           |
|  | 개인 최고 기록 (개인 신기록) |  | 오세아니아 신기록 | WD              | 기권                 |   |           |
|  | 시즌 최고 기록 (시즌 신기록) |  | 남아메리카 신기록 | NM              | 기록 없음            |   |           |